# Zinnia
- Commons
- Wikispecies

Zinnia (nome botânico), popularmente zínia, viúva-regateira ou benedita, é um género botânico pertencente à família Asteraceae, são nativas em pastagens que se estendem desde o sudoeste dos Estados Unidos até a América do Sul, com um centro de diversidade no México.

## Plantio
As zínias são geralmente cultivadas a partir de sementes plantadas diretamente no local definitivo e com bastante luz solar. A luz solar e a boa ventilação previnem o míldio que também aparece nas plantas em locais de clima úmido ou por excesso de irrigação.
Destaca-se como tendo forte potencial econômico por ser de fácil cultivo, pode ser plantada em qualquer época do ano, dentre as espécies as de maior potencial destacam-se a Zinnia elegans (Jacq) e a Zinnia violacea, devido à abundância e à diversidade de cores de suas flores, à grande variedade de forma das pétalas e à possibilidade de ser cultivada durante todo o ano. Uma característica de grande importância na cultura da zínia, é o seu longo período de florescimento, pois após cada colheita, as gemas localizadas na base do ramo se desenvolvem, resultando na emissão de novos ramos e, consequentemente, de novas flores.

## Gênero e espécies
O gênero Zinnia consiste de 19 espécies de ervas anuais ou arbustos perenes ou semi-perenes. O gênero foi nomeado em homenagem ao professor de anatomia e botânico Johann Gottfried Zinn. que descreveu a espécies agora conhecida como Z. peruviana.
Zínia parece ser uma das flores preferidas de borboletas e muitos jardineiros adicionam zínias especificamente para atraí-las.

## Espécies
- Z. acerosa
- Z. angustifolia
- Z. anomala
- Z. bicolor
- Z. citrea
- Z. elegans
- Z. flavicoma
- Z. grandiflora
- Z. haageana
- Z. juniperifolia (Diplothrix juniperifolia)
- Z. linearis
- Z. maritima
- Z. oligantha
- Z. palmeri
- Z. peruviana
- Z. pumila
- Z. violacea

### Galeria de espécies

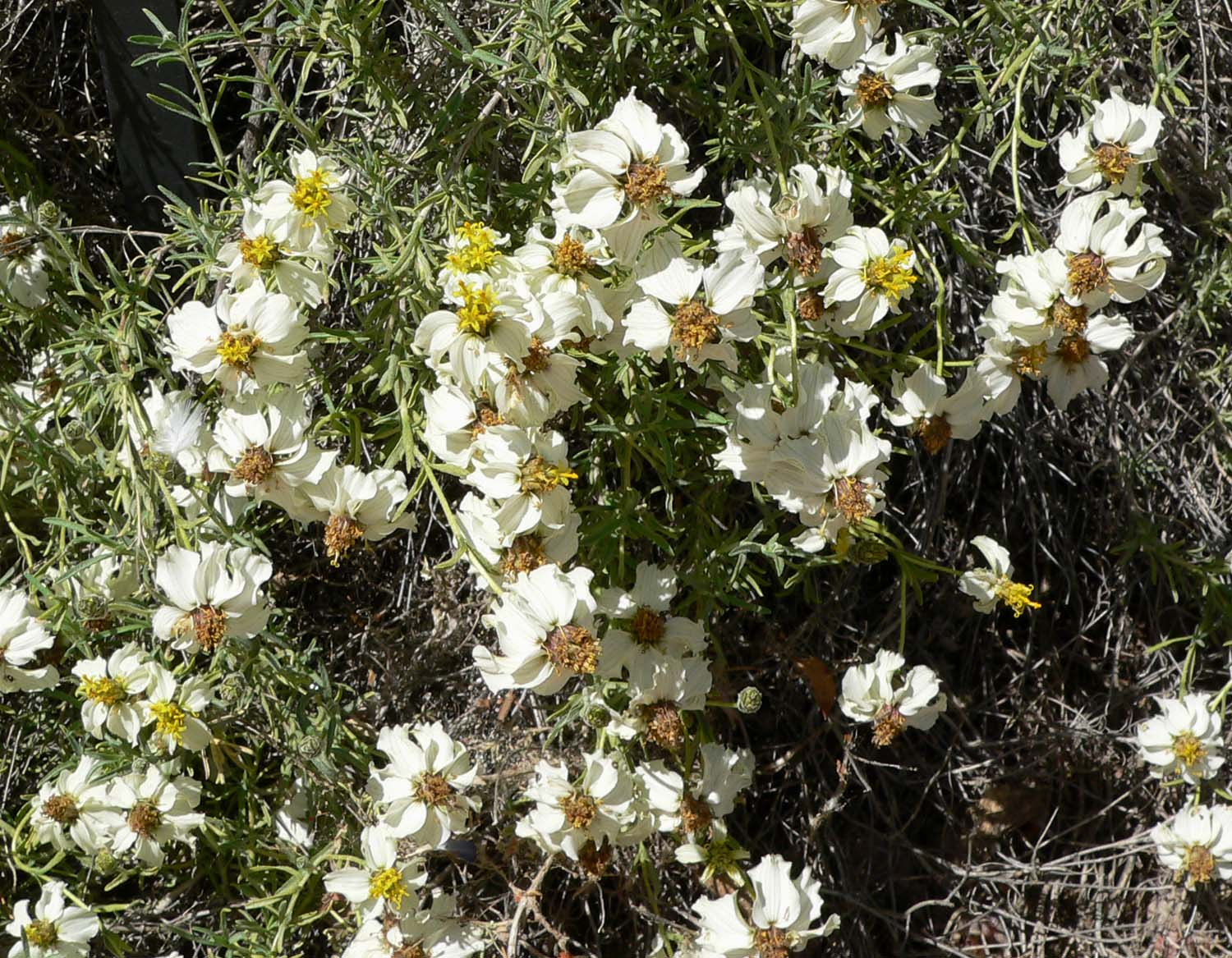
Zinnia acerosa
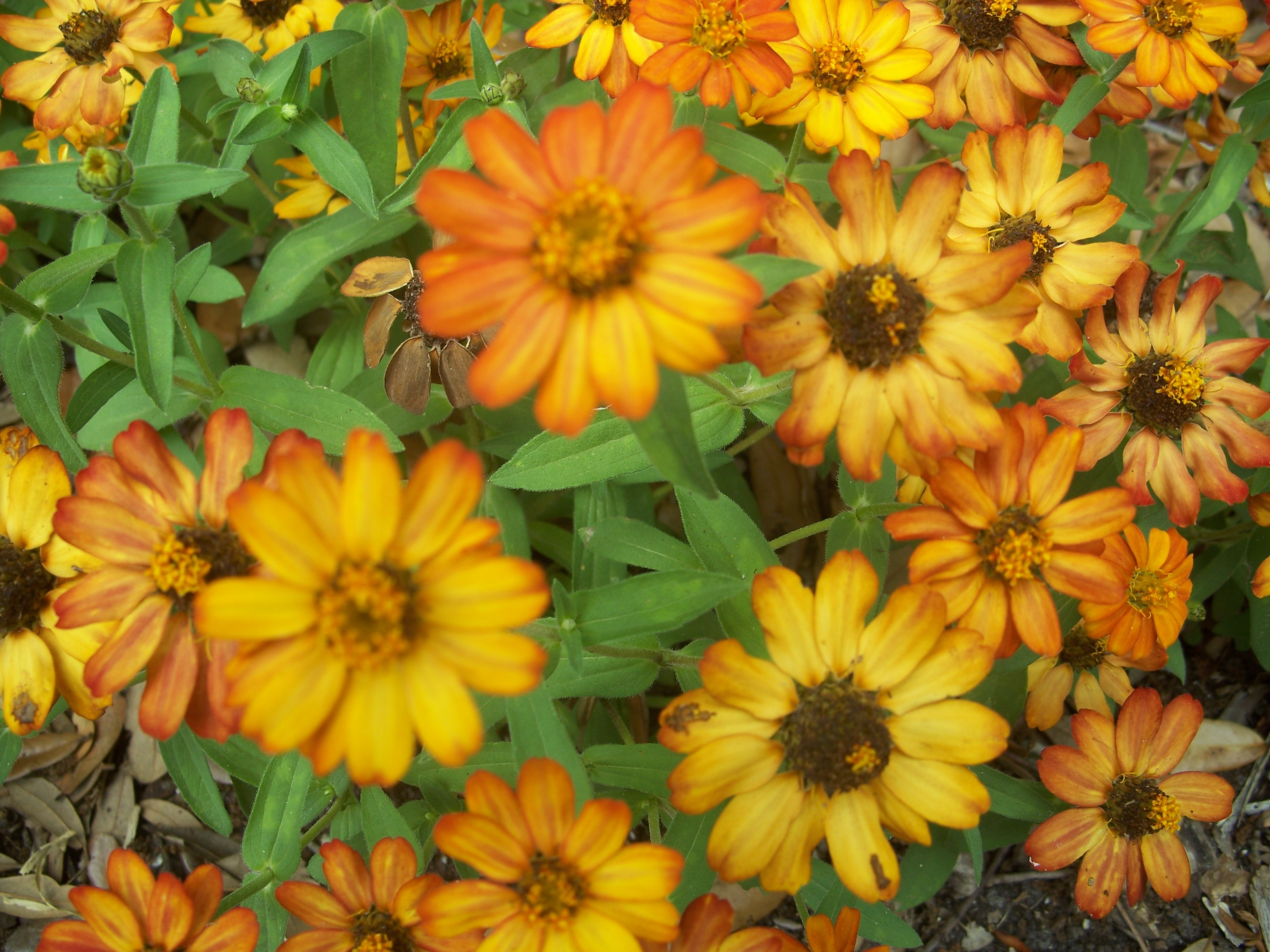
Z. angustifolia
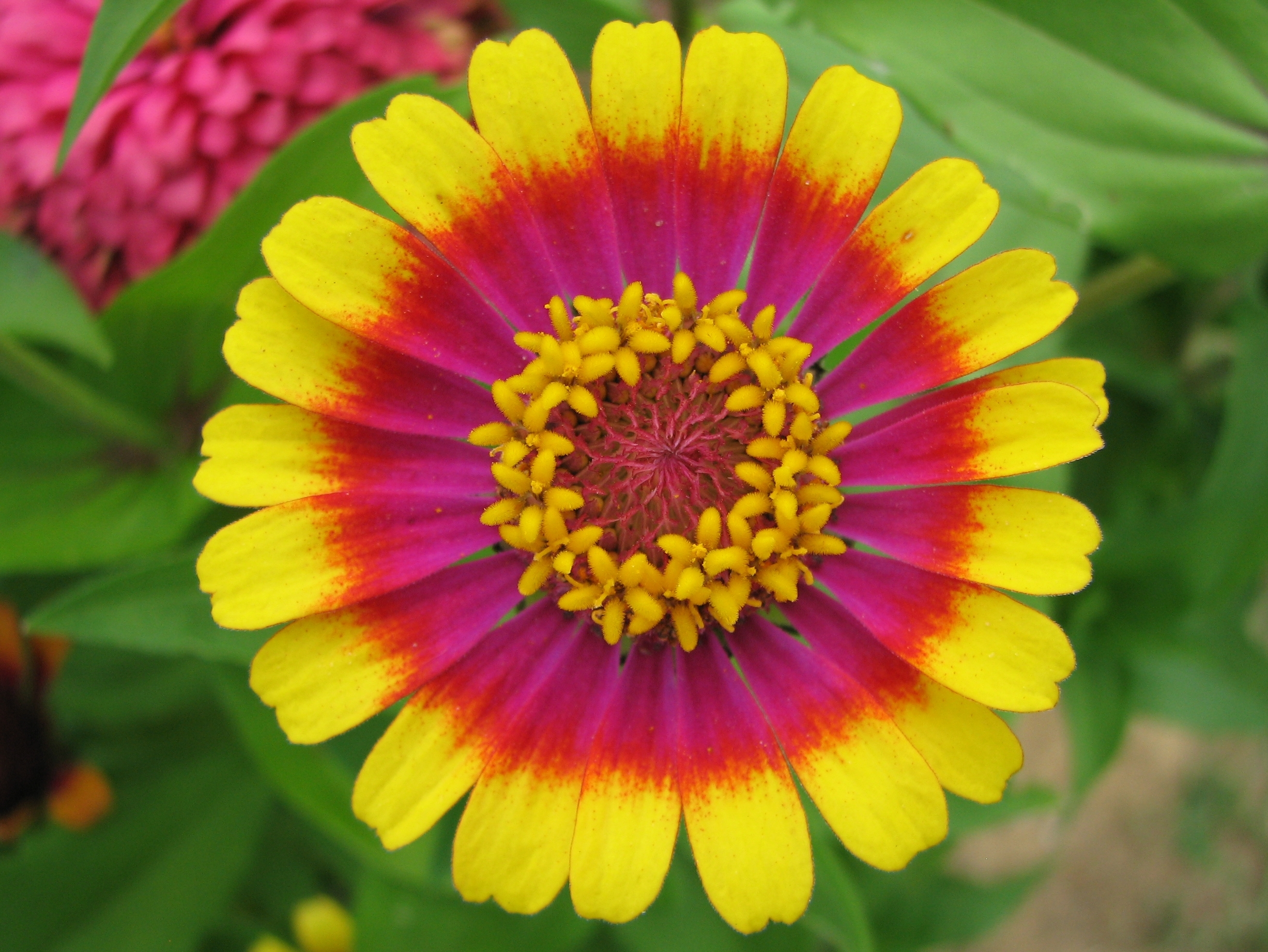
Z. bicolor
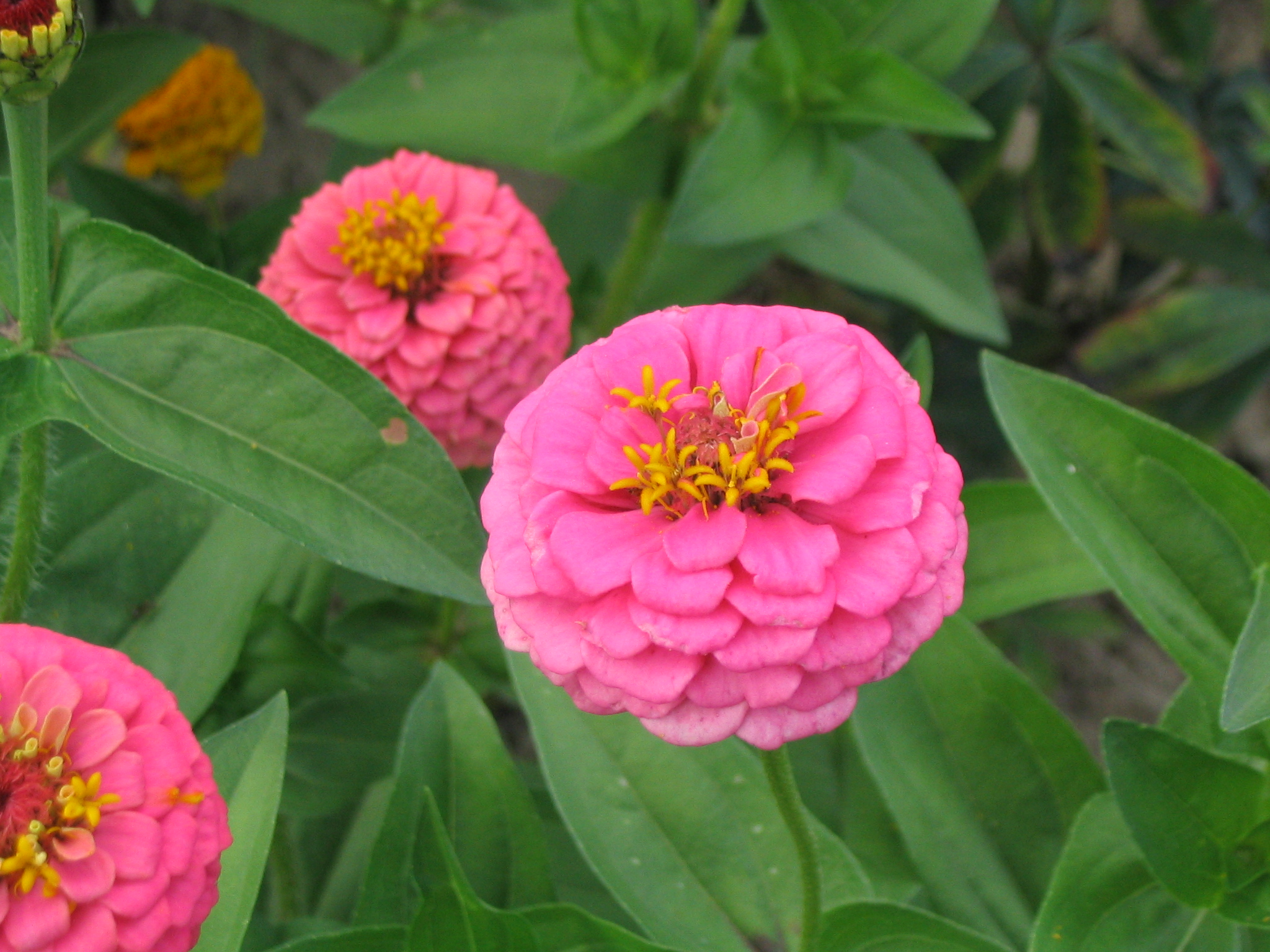
Zinnia elegans
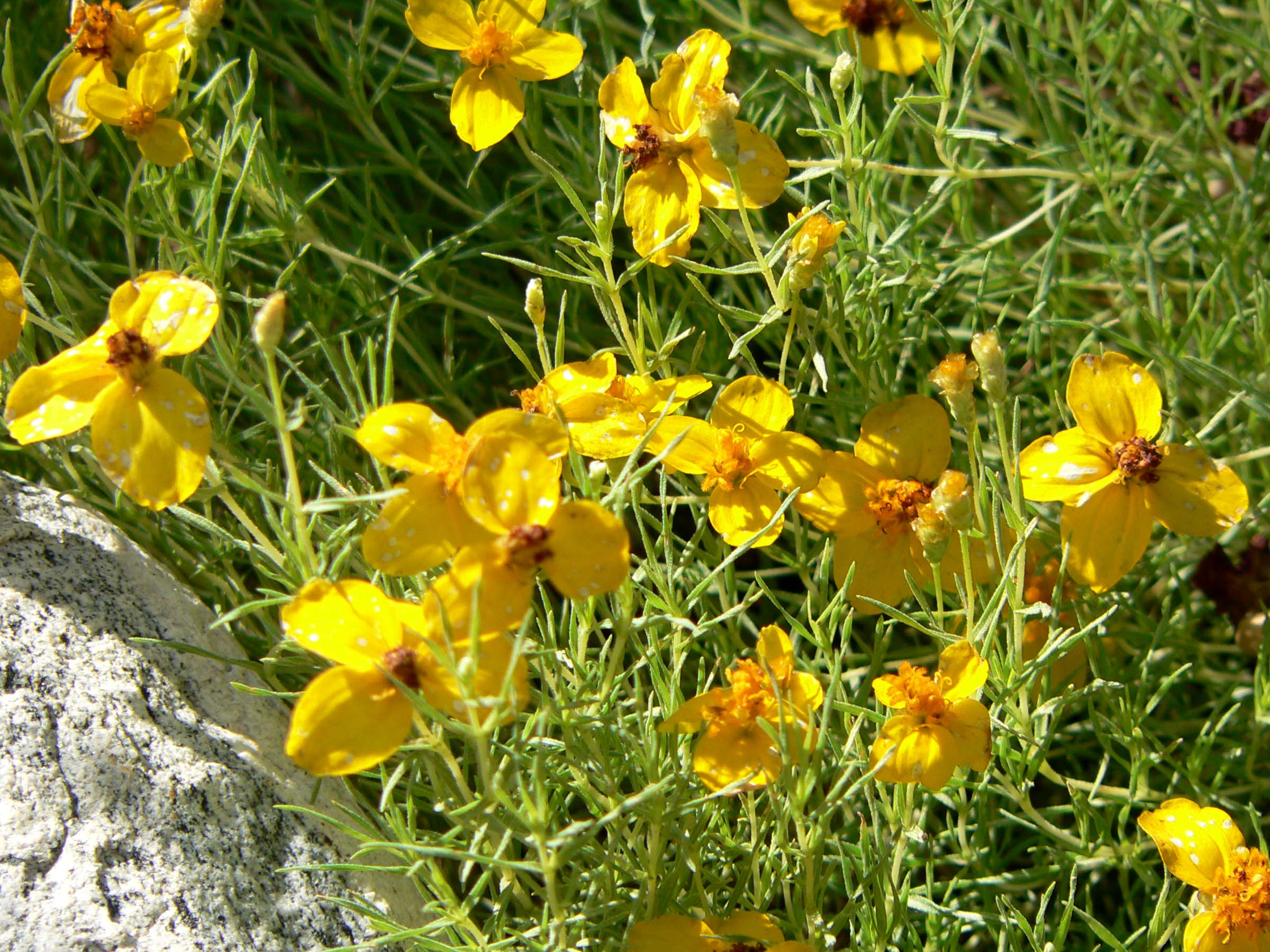
Zinnia grandiflora
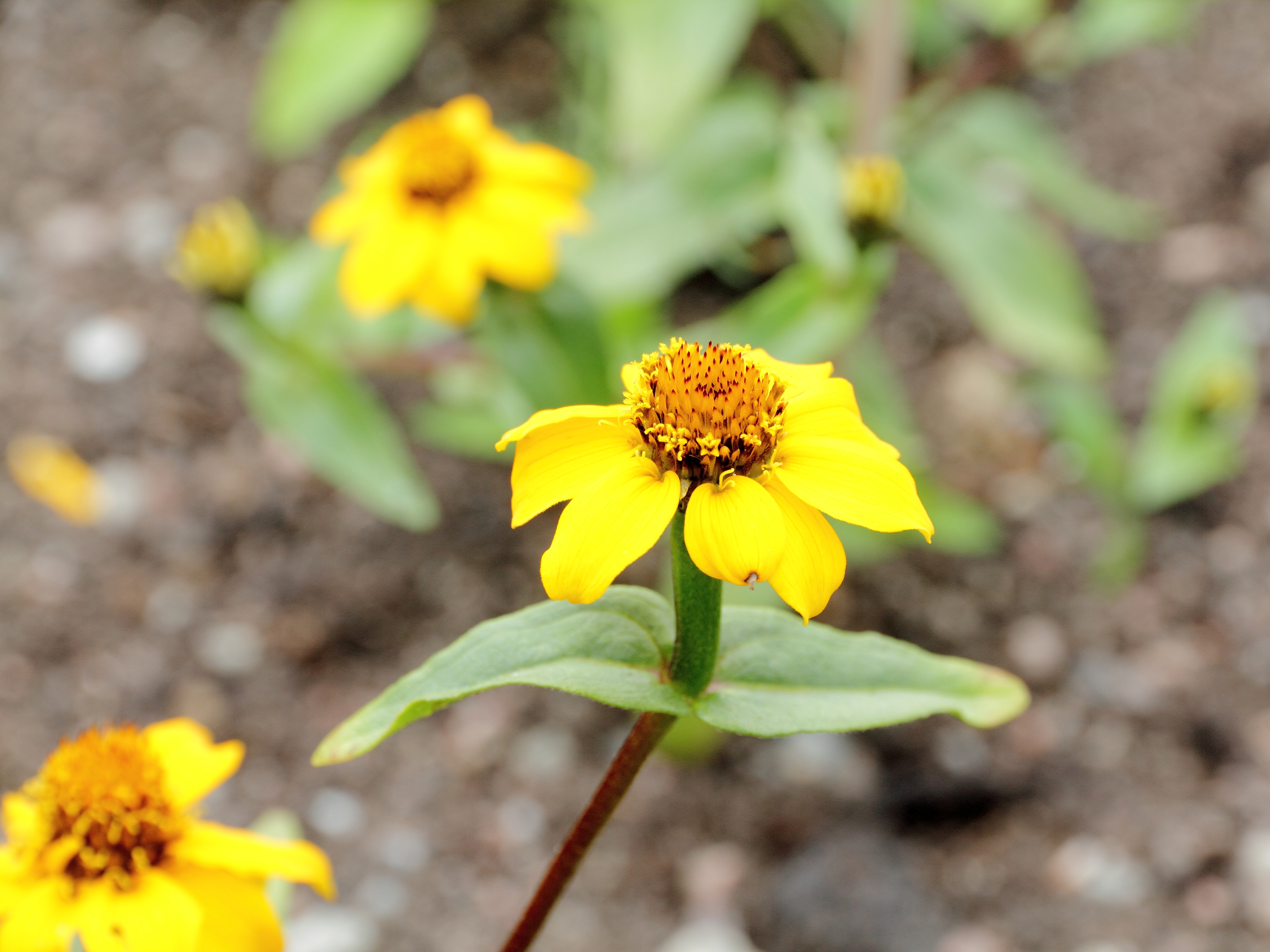
Z. haageana
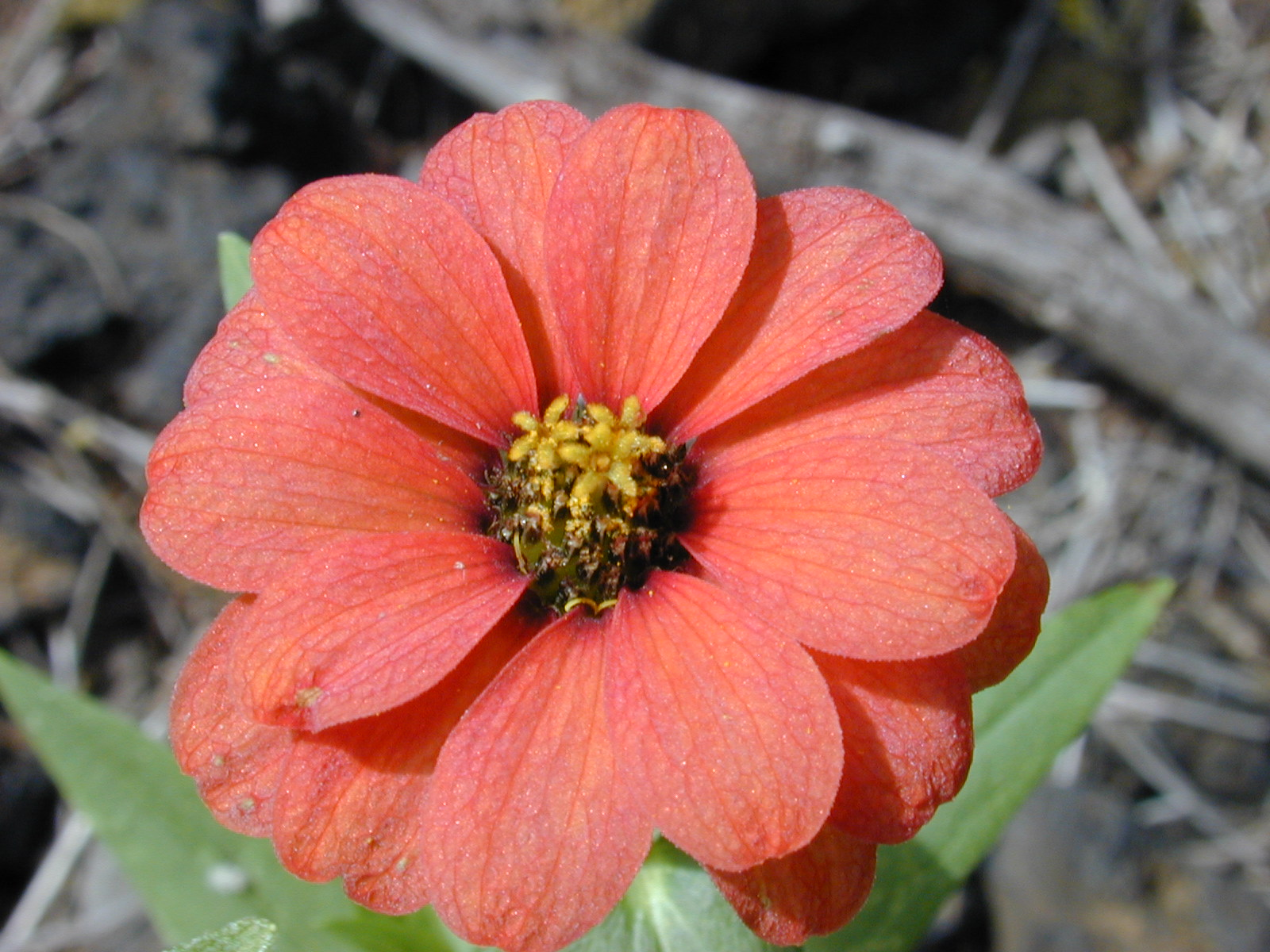
Zinnia peruviana
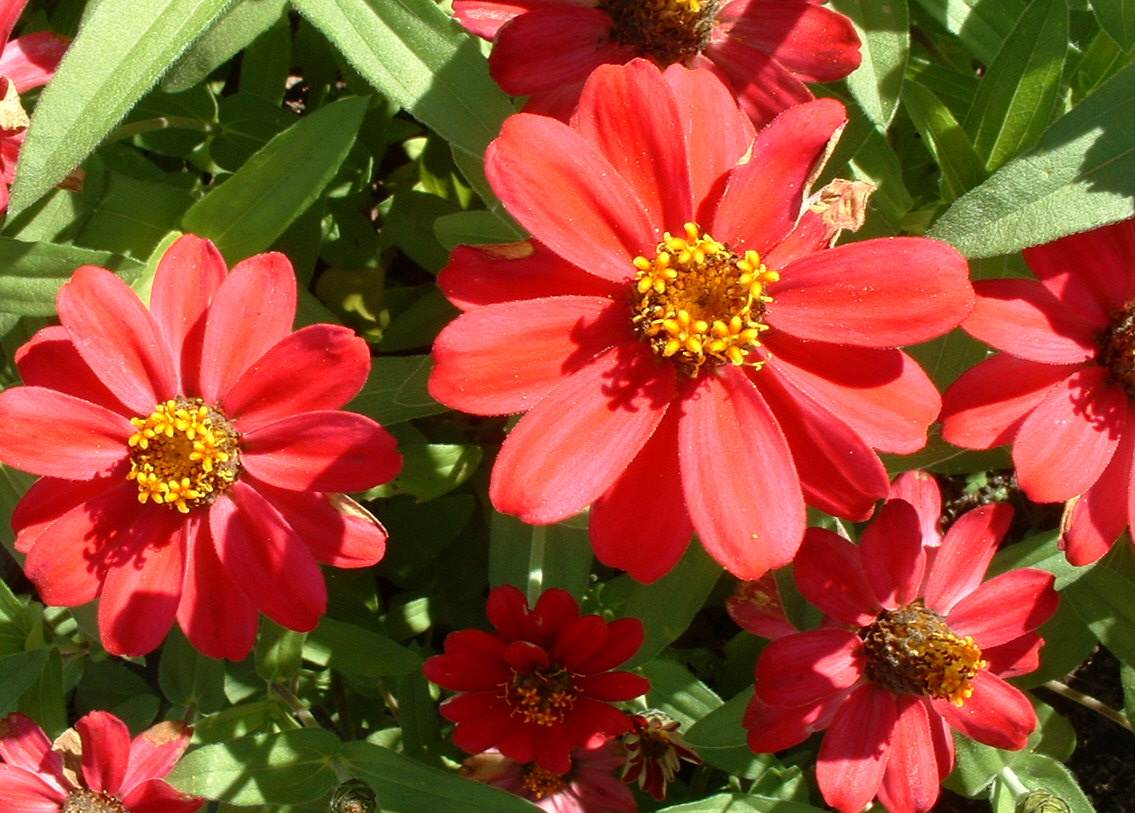
Z. violacea